# 中橋治美
中橋　治美（なかはし　はるみ、1973年8月16日 - ）は香川県坂出市出身の日本の柔道家。61kg級の選手。身長166cm。得意技は大内刈、袖釣込腰。兄は1992年の嘉納杯86kg級及び2008年の第1回世界型選手権の固の形で優勝した中橋政彦。

## 経歴
実家は中橋産業を経営している。柔道は兄の影響で10歳の時に坂出柔道協会で始めた。坂出中学から高松商高に進むと、1年の時に全国高校選手権61kg級で2位となった。3年の時には全日本女子柔道強化選手選考会で3位に入った。福岡大学へ進むと、2年の正力杯では決勝で埼玉大学4年の北爪弘子に敗れて2位だった。3年の時には拓殖大学4年の宮家江美を破って優勝を飾った。世界学生では決勝で韓国の鄭成淑に技ありで敗れて2位だった。団体戦でも鄭に敗れて3位だった。なお、学生時代は柔道選手とは思えないファッションセンスを発揮した着こなしで、学校では一番目立つ存在だったという。1996年に大学を卒業してダイコロ所属となると、選抜体重別ではあさひ銀行の北爪を技ありで破って優勝した。しかしながら、国際大会での実績が乏しいことなどを理由にアトランタオリンピック代表には選出されなかった（この階級は今大会3位だった住友海上の恵本裕子が代表に選ばれたが、その恵本に対して「選考の結果を気にしないでください」と手紙を書いて気遣った。恵本はアトランタで女子初の金メダリストとなった）。続くアジア選手権ではまたも鄭に敗れて2位にとどまった。その後階級を57kg級に下げると、1997年の福岡国際では決勝でキューバのドリュリス・ゴンサレスに効果で敗れるも2位となった。一方で、現役時代の一時期、野球の福岡ダイエーホークスのチアリーダーを務めていたこともあった。引退後の2002年には選抜体重別48kg級の初戦でトヨタ自動車の谷亮子が土浦日大高校2年の福見友子に効果で敗れて連勝記録が65で途切れたのを見て、谷のトレーニングパートナーを買って出た。彼女のためなら何でもしてあげたかった、さらなる高みに到達してほしかったからだという（谷が2004年のアテネオリンピックで2連覇を達成するまでパートナーを務めて、その精神的支柱ともなった）。また、福岡ソフトバンクホークスの甲藤啓介が自主トレーニングを行った際にはその指導も受け持った。なお、2003年から10年ほど福岡大学女子柔道部の監督も務めた。2012年から現在において九州旅客鉄道女子柔道部強化アドバイザーを務める。2013年にはロンドンオリンピック57kg級金メダリストの松本薫などが所属するフォーリーフジャパンの監督に就任した。2015年にはフォーリーフジャパンの柔道部が廃部となったことに伴い、ベネシードが新たに設けた柔道部に松本とともに移り、監督に就任した。2016年4月から現在においてアオバジャパン・バイリンガルプリスクール全キャンパスのフィジカルエデュケーションディレクターに就任した。

## 主な戦績
61kg級の戦績
- 1990年 - 全国高校選手権　2位
- 1991年 -　全日本女子柔道強化選手選考会 3位
- 1993年 -　正力杯　2位
- 1994年 -　選抜体重別　3位
- 1994年 -　正力杯　優勝
- 1994年 -　世界学生　個人戦　2位　団体戦　3位
- 1995年 - 選抜体重別　3位
- 1995年 -　正力杯　3位
- 1995年 - アメリカ国際　3位
- 1996年 - 選抜体重別　優勝
- 1996年 -　アジア選手権　2位

57kg級の戦績
- 1997年 -　福岡国際　2位
- 1998年 - オーストリア国際　3位
- 1998年 - 選抜体重別　3位